# Янлю
Янлю (кит. 杨柳镇, пін. Yángliŭ Zhèn) — містечко у КНР, Їньцзян-Туцзя-Мяоський автономний повіт провінції Ґуйчжоу.

## Географія
Янлю розташовується у південній частині повіту і префектури загалом.

### Клімат
Містечко знаходиться у зоні, котра характеризується вологим субтропічним кліматом. Найтепліший місяць — липень із середньою температурою 25.3 °C (77.5 °F). Найхолодніший місяць — січень, із середньою температурою 3.7 °С (38.7 °F).
| Клімат Янлю             | Клімат Янлю | Клімат Янлю | Клімат Янлю | Клімат Янлю | Клімат Янлю | Клімат Янлю | Клімат Янлю | Клімат Янлю | Клімат Янлю | Клімат Янлю | Клімат Янлю | Клімат Янлю | Клімат Янлю |
| Показник                | Січ.        | Лют.        | Бер.        | Квіт.       | Трав.       | Черв.       | Лип.        | Серп.       | Вер.        | Жовт.       | Лист.       | Груд.       | Рік         |
| Середня температура, °C | 3,7         | 4,8         | 9,4         | 15          | 19,3        | 22,3        | 25,3        | 24,8        | 21,1        | 15,8        | 10,6        | 5,9         | 14,8        |
| Норма опадів, мм        | 27.5        | 31.4        | 54.9        | 134.3       | 193.5       | 199.1       | 143         | 135.3       | 104.9       | 111.7       | 66.4        | 29.2        | 1231.2      |
| Днів з опадами          | 15,3        | 14          | 17,2        | 19          | 19,8        | 17,9        | 14,1        | 14,6        | 13,2        | 17,3        | 16,3        | 14,3        | 193         |
| Вологість повітря, %    | 76.5        | 76.9        | 76          | 76.8        | 78.1        | 78.8        | 75.7        | 74.8        | 75.3        | 77.7        | 78          | 76.4        | 76.8        |
| ----------------------- | ----------- | ----------- | ----------- | ----------- | ----------- | ----------- | ----------- | ----------- | ----------- | ----------- | ----------- | ----------- | ----------- |
| Джерело: Weatherbase    |             |             |             |             |             |             |             |             |             |             |             |             |             |